# جون بينيت (مهندس)
جون بينيت (بالإنجليزية: John G. Bennett)‏ (و. 1897 – 1974 م) هو مهندس، وكاتب، ورياضياتي، وكاتب غير روائي من المملكة المتحدة، والمملكة المتحدة لبريطانيا العظمى وأيرلندا، ولد في لندن، توفي عن عمر يناهز 77 عاماً.

## روابط خارجية
- جون بينيت على موقع ميوزك برينز (الإنجليزية)
- جون بينيت على موقع ديسكوغز (الإنجليزية)